# Raphia cinderella
Raphia cinderella är en fjärilsart som beskrevs av Smith 1903. Raphia cinderella ingår i släktet Raphia och familjen nattflyn. Inga underarter finns listade.